# Закарпатський говір

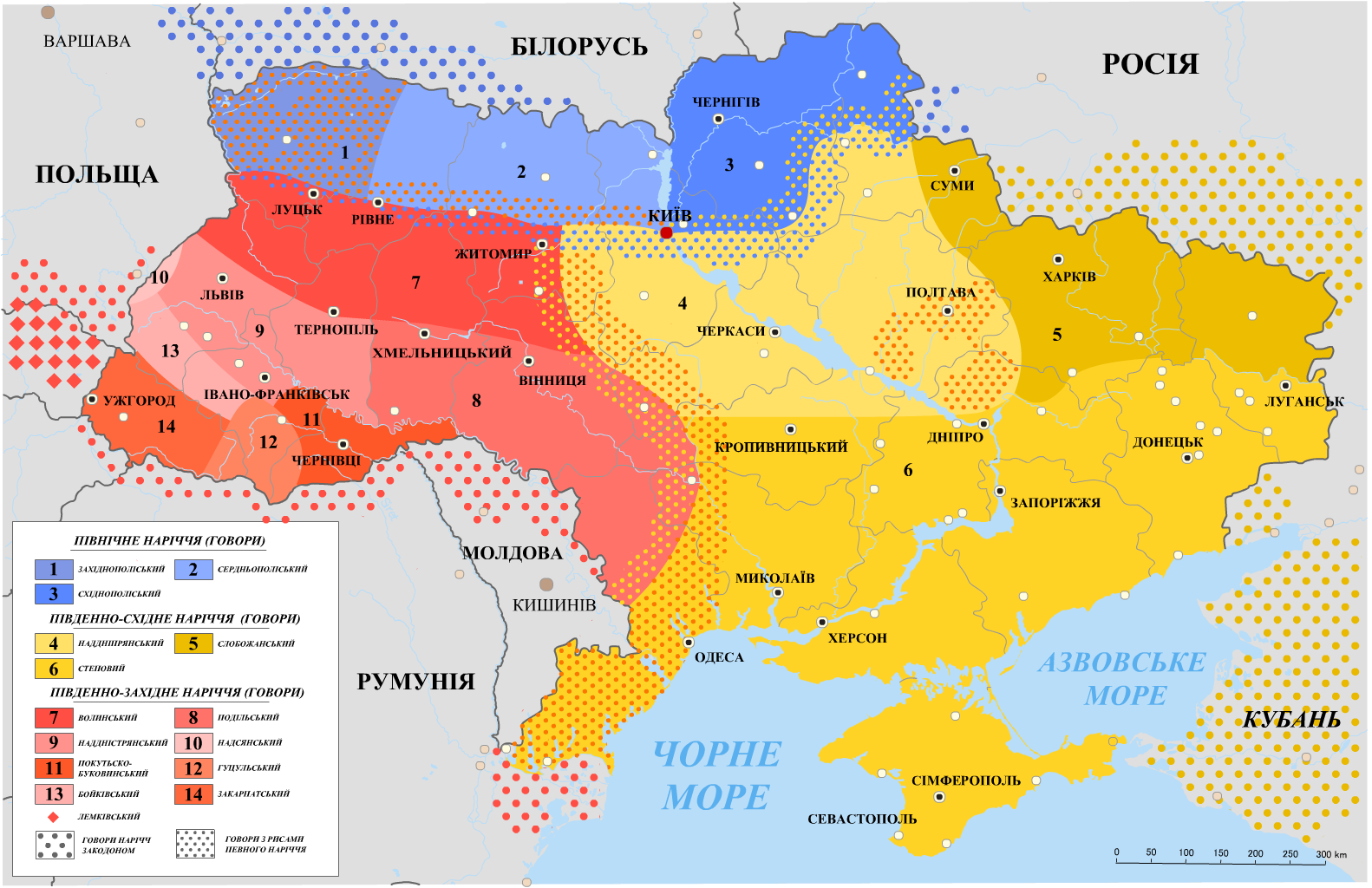
Карта українських наріч і говорів (2005)
Закарпатський говір (14)

Закарпатський говір або закарпатський діалект (середньозакарпатський, підкарпатський, південнокарпатський говір або діалект) — один з архаїчних говорів карпатської групи діалектів південно-західного наріччя української мови.

## Межі
Поширений у долинах південних Карпат і правого берега р. Тиси. Основний масив говору — в межах Закарпатської області на захід від р. Шопурки та нижньої течії р. Кісви (Рахівський район) до кордону зі Словаччиною, а далі — в межах Східнословацького краю Словаччини до р. Ціроки. Говірки цього типу функціонують у деяких українських селах Румунії — в долинах річок Вишави та Руськови. На сході межує з гуцульським говором, на півночі — з бойківським говором, на заході — з лемківським говором, на півдні — з румунською, угорською та словацькою мовами. Характеризується збереженням ряду давніх елементів фонетики, граматики, лексики та мадяризмами.

## Класифікація
Закарпатський говір ділиться на кілька великих говіркових груп:
- Східнозакарпатські говірки — тересвянсько-річанські, або східномарамороські (о > у, є > і, 'у: кун', ôс'ін', прин'ýс «приніс»);
- Центральнозакарпатські — надборжавсько-латорицькі, березькі (о > ÿ, є > і, у: кун', ôс'ін’, прин'ýс);
- Західнозакарпатські — ужансько-лаборецькі, ужанські й східноземплинські (о — у, є — і, 'у: кун’, ôсін’, прин'ýс);
- Північнозакарпатські, або верховинські (кін', л'ід, прин'іс).

## Фонетичні особливості закарпатського говору
1. Фонема заднього ряду /ɨ/, що може мати різне походження: від праслов'янського *y («сын» < *synъ); від праслов'янського редукованого *ъ у сполуці після /р/, /л/ у слабкій позиції («дрывá» («дрова») < *dьrъva), на місці редукованого *ъ перед /й/ < *i («зыйти́» < *zъiti). На більшості ареалу закарпатського говору фонема /ы/ зберігається й після задньоязикових приголосних (гынути, ломаґы («ломаки»), кьíснути, хьíтрый).
2. Континуантом (продовженням) праслов'янської фонеми *і є передньо-середня фонема /и/ (ми́лый).
3. Континуантом праслов'янської фонеми *ě («ять») є /і/ (д’íло, т'ін’). У деяких говірках в позиції перед ў фонема /і/ (< *ě) переходить в «ÿ» (лабіалізований [і]): д’ÿўка, хл’ÿў.
4. Континуант /і/ праслов'янського *е в новозакритому складі — через «новий ять» (óс'ін’, піч). Але в деяких позиціях, зокрема в складах, після яких занепав давній «ъ», виступають ‘у, ‘ÿ «мн'ут „мед“, т’ýтка, прин’ýс, привйýх „привів“; мн’ÿт, т’ÿтка, прин’ÿс, привÿх».
5. Континуанти етимологічного «о» в новозакритих складах: «у» в східних та західних говорах «вус „віз“», «ÿ» в центральних «вÿс». У крайніх північних говорах, перехідних до бойківських, «о» в новозакритих складах перейшов в «і» «віс».
6. Збереження «а» після м'яких приголосних та шиплячих «т'агнýти, йáвур / йáвÿр; час».
7. Відкритий характер фонеми «о» перед складами з голосними о, а, е «óко, корóва»; перед голосними і, ÿ, у та м'якими приголосними виступає її позиц. варіант закритий /ô/ «ÿ óц'і, óгÿрок, кôжýх».
8. Звуження е в и, незалежно від наголосу, перед голосними і, ÿ, и та м'якими приголосними «пéршый, -а; пи́рші — множині, пи́ршÿў „першій“; дин’ „день“».
9. Асиміляція «и» до «і», без пом'якшення поперед. приголосного «си́н'ый — сін'і».
10. Перехід початкового наголошеного «о» в у, ў «на ўрíс'і „горісі“».
11. Збереження в багатьох словах «и» на початку слова «иглá».
12. Приголосний «г» на місці «д» у праслов'янських сполуках тл, дл > гл > ґ у дієслівних формах минулого часу «пл'уг, пл’ÿг „плів“, мйуг „мів“, привйýг, привÿг „привів“, збÿг *sъbodъ > „поколов рогами, пободав“».
13. Збереження м'якості приголосних «р» та «ц» в усіх позиціях «р'абьíй, типи́р’ „тепер“»; в частині говірок, зокрема центральних, «ц», «р», «з», «с» диспалаталізувалися перед і < ѣ, є «цільíй, рíпа, сíм, на нôзí».
14. Збереження м'якості «ч» в більшості центральних та західних говірок «ч’ýти».
15. Приголосний «л» має препалатальний характер — л. («європейський л») перед усіма голосними «л.ипа».
16. Відсутність протетичних приголосних у багатьох говірках «ýлиц'а, ôрíх».
17. Вторинний «н» після історично м'якого «м» перед а < є «с'імн'а».
18. Вторинний «л’» після історично м'якого «в» > «ў» «здорóўл'а».
19. Занепад ў < в перед у, ÿ < о в новозакритому складі «вуц’á, (в)уц’á „вівця“».
20. Замкнений характер «н» перед к, ґ «мали́ҥ’кый».
21. Наявність у багатьох говірках асимілятивних змін приголосних: н'с'к > н'ц'к «пáн'ц'кый», рл > лл «челлéный „червоний“», дл > лл «пÿллый „поганий“», дн > нн «пуннимáти „піднімати“», бм > мм «уммьíти „обмити“».
22. Іменники середнього роду з давнім формантом -ьjе характеризуються чергуванням приголосних в основі, відсутністю їхнього подовження, безвинятковим переходом є > і у дериватах від дієслів із суфіксальним -и-, кінцевим -’а «вôжін'а „возіння“, хôжін'а».

## Морфологічні особливості закарпатського говору
1. Слабка диференціація флексій за твердістю — м'якістю основ, а в багатьох говірках повна відсутність її «вôдôу — зимлôў, волóви — кôн’óви, колачови; волóм — кôн’óм».
2. У род. в. множини іменників флексія -и «кóни, л'уди́».
3. У І відміні іменників жіночого роду в м'якій та мішаній групах — давня флексія -и в дав. «земли» та місц. «на земли» відмінках. В іменниках чоловічого роду І відміни в багатьох говірках — паралельні флексії II відміни або тільки ці останні: в давальному «стáрôс'ц'і, стôростови, Вôлôд'ови», орудному «стáрôстоў, стáростом», місцевому «на стáростови, Вôлôд'ови» однини, в давальному «стáрôстÿм», зрідка — називному «старостóве» і місцевому «на стáрôс'т'іх» відмінках множини.
4. В іменниках II відміни в давальному відмінку однини — флексія -ови (-’ови, -еви) (чôлôвíкови), зрідка -у (-’у) «чôлôвíку». У давальному відмінку зберігається континуант давньої флексії -омь > -ум, -ÿм, -ім (вôлум, вôлÿм, вôл'ім).
5. Давня флексія -ы в орудному відмінку множині твердої групи II та IV відмін «з вóльí, пуд ворóты», а в місц. — -ix < -Ђхъ «на вôл'іх, на вôрôт'іх, на тил’áт'іх».
6. У м'якій групі II відміни множині деяких іменників у давальному відмінку флексія -ом «л'уд'ом, дви́р'ом», в місц. — -ох «на кôн'ох, л’ýд'ох, грýд'ох».
7. В іменниках IV відміни в орудному відмінку однини закінчення -’ат'ом, -’атом «тил’áт'ом, тил’áтом».
8. У називному ввідмінку множини частково збереглась флексія -ове «сынове». Елемент -ов- зберігається у непрямих відмінках «старостôвÿў; старôстôвÿм, кумóвам; з кумóвами».
9. Іменники III відміни у верхньонадборжавських говірках у род. в. одн. мають арх. закінчення -е «сóле, цéркве, л'убвé».
10. Архаїчна флексія -е давніх основ на приголосний «кáмене, тил’áте дне».

## Прикметники (й пасивні дієприкметники) у минулому часі середнього роду
1. Зберігають нестягнену форму -ойе «дóбройе», а в басейні р. Уж -ой (редукція е) «дóброй».
2. Вищий ступінь порівняння твориться за допомогою суфікса-флексії -’ый (-’ий) < -jь (ширьíй, молóжый < молóджий). У частині півночі, багатьох центральних і в східних говірках вищий ступінь порівняння твориться за допомогою ненаголошеної частки май «май вели́кый», а найвищий — за допомогою наголошеної «мáйвеликый». У цих же говірках ступенюються за значенням іменники та дієслова «май жонá „краща, працьовитіша, добріша і т. д. жінка“, май рôбл'у „працюю більше“». У системі числівників поширені форми йедéн, дві (ж. і с. р.), структури диўйаддс'ат «дев'яносто», двíста, двíсто, двáсто тощо, особово-чоловічі форми двайє́, трийé, чотырé (центральні і східні говірки), двóме, тр’óме, чотыр’óме та ін. (західні). Поширені дробові числівники типу пу(ў) четверта, пÿ(ў) четверта «три з половиною». Займенники характеризуються енклітиками родового (с'а «себе»), знахідного (н'а < мн'а «мене», т'а «тебе», го «його», йі «її», на ню «на неї») та давального (ми «мені», ти «тобі», му «йому») відмінків. Функціонують питальні займенники тко, ко («хто»), што.

## Основні особливості дієслів
1. Збереження давніх інфінітивів на -ти («говори́ти») і -чи («печи́»).
2. Чергування «д» з «ж» у східних і центральних говорах («хôжу») та «дж» у західних і північних («си́джу»).
3. Асимілятивний перехід «й» у «в» в 1-й особі однини і 3-й ос. множини теперішнього часу слів з основою на -а- «знáву, дýмавут’» в центральних і західних говірках.
4. Стягнені форми (-айе- > -ае- > -а-) 2-ї «дýмаш» і 3-ї «думат’, думат» особи.
5. У 3-й особі однині і множині теперішнього часу, 2-й особі наказового способу виступає закінчення -т у східних, північних та окремих центральних говорах «хóдит, хôд'ат, ход’íт» і -т’ у решті.
6. У 1-й особі множини теперішнього і простого майбутнього часу закінчення -ме «беремé».
7. Особові частки в 1-й і 2-й особах однини і множини в минулому часі (модифіковані форми праслов'янського перфекта): ходи́в-им, ходи́в-ем, ходи́ла-м; ходи́в-ис’, ходи́в-ес’, ходи́ла-с’; ходи́ли-сме, ходи́ли-с'ме, ходи́ли-сте, ходи́ли-с'те.
8. Творення форм умовного способу за допомогою особливих часток «писáў бим, бым; писáў бис’, быс’; писали бисме, быс'ме тощо». В центральних говірках у 1-й особі вживається частка быхъ (даў быхъ).

## Синтаксис
Для синтаксису характерні паратактичні конструкції будешж го сто рас просити и (та) ни пÿде; кýпл'уц'ц'а д'іти тай сóнце ни грíйе, вираження присвійності за допомогою особових займенників у формі давального відмінка óтиц’ ми («мій батько»), мáти ти («твоя мати»), д’íдик нам, сус’íдÿў нам («нашого сусіда»), мáтери твоюй («твоїй матері»), знах. в. з інфінітивом чуў го с’мійáтис’а («чув, як він сміявся»), конструкції з прийменником на замість по (иду на вôду, на гри́бы), порівняльні конструкції з сполучником ги (май высóкый /ги ути́ц’ му), вживання дієприслівників для вираження умови, причини явища (мôзôл’í ми с'а начинили, дрывá рубáйучи) тощо.

## Лексика
У лексиці закарпатського говору помітне місце займають архаїзми та запозичення з сусідніх мов. Як і в інших карпатських діалектах, у закарпатському говорі є елементи, що мають паралелі в південнослов'янських мовах, в ареалі балканського мовного союзу.

## Формування говору
Основні риси закарпатського говору сформувалися до кінця XVI — початку XVII ст. Писемні пам'ятки, у яких відбивалися риси закарпатського говору, збереглися від початку XV ст. Внаслідок історичних причин закарпатський говір творили деякі письменники, як, наприклад, поети В. Довгович (1783—1849), М. Нодь (1819—1862). Закарпатський говір був об'єктом обробки граматистів М. Лучкая, А. Волошина та ін., лексикографа Л. Чопея. Протягом XIX ст. ареал закарпатського говору зменшився на користь сусідніх мов. Закарпатський говір досліджували мовознавці І. Фоґорашій, І. Верхратський, О. Брок, І. Панькевич, Г. Геровський, С. Бевзенко, Й. Дзендзелівський, В. Добош, К. Галас, В. Лавер, П. Лизанець, В. Німчук, І. Пагіря, І. Сабадош, Павло Чучка та ін.
Приклади лексем закарпатського говору:
Крéмзлики — деруни; узíр — вікно; лáвор — корито; фіргáнки — штори; бовт — магазин; варíха — черпак; бíглясь — праска; гарáдичі — сходи; гáті— сходи; кóмпиця — ґудзик; фíган — сукня; горнúць — каструля; яфини — чорниця; фíнджа — кружка; пóгар — стакан; фáйта — сімʼя; швáблики — сірники.

## Джерело
- Німчук В. В. Енциклопедія української мови. — Київ, 2000.